# Теразијска фонтана
Теразијска фонтана у Београду била је све до њеног уклањања у другој половини 20. века, једна од туристички и урбанистички најатрактивнијих и најпрепознатљивијих историјских знаменитости Београда. Њеном изградњом желело се да Београд као престоница Краљевине Југославије, изгледом својих тргова ухвати прикључак са другим светским метрополама. Њену изградњу, на овом месту, наметнула је и чињеница да су Теразије као локалитет са пуно подземних извора (по чему су добиле и име), имале одличну позицију и висинску коту на Београдској греди, за две главне водоводне линије које су напајале савски део града.

## Значај фонтане и разлози за њено рушење
Значај
Фонтана је међу стручним круговима у Србији заједно са Теразија дефинисана као „ремек дело уметности које се може поредити са најбољим остварењима у свету” и „културно добро града Београда”. И поред тога дошло је до њеног рушења којим је она избрисана из колективног сећања становника Београда, и данас се може видети само у бројним публикацијама, на музејским фотографијама или у филмовима о Београду.
Претпоставке о разлозима рушења

Из урбаног средишта града фонтана је уклоњена у склопу реконструкције Теразијског платоа, или по само градским оцима знаним разлози, по замисли архитеката, који су након Другог светског рата желећи да прате савремене урбанистичке токове градили ново рушећи све што је било старо. 
Има и мишљења да је то било послератно време када се нова идеологија обрачунавала са буржоаском културом. Али су у име нестанка буржоаске културе, зналци, ипак, преносили у своје црвене домове и виле, њене делове.
Како било да било до данас су остала у оптицају (на основу претпоставке, о спрези две идеологије), два гледања на рушење фонтане:
- Прво — настало на основу тврдњи да је склањањем фонтане направљен простор за неку параду, што мало вероватно, с обзиром да су се параде одржавале испред зграде тадашње Савезне Скупштине.
- Друго — да је њено рушење резултат борбе која се водила против „буржоаских навика”.
- Треће и највероватније - изградњом моста краља Александра Карађорђевића 1934 године, увидело се да капацитет Теразија према мосту преко Призренске улице ће представљати проблем у саобраћају у будућности, с обзиром да је већ испланирано да са леве обале Саве буде Сајмиште, а потом и нова насеља, као и да ће бити све више саобраћаја између Београда и Земуна, који је тада постао Београдска општина.
- Стога се већ тада разматрало измештање, односно уклањање фонтане, а у циљу унапређења капацитета саобраћаја, рачунајући првобитно планирани шински, а потом тролејбуски јавни саобраћај.
- Уклањањем фонтане, коригована је и путања саобраћаја из правца моста, преко Призренске и Терзија. Тек изградњом Теразијског тунела 1970 године, промењена је главна путања уласка у центар града из правца Новог Београда.

## Историја
Након окончања Балканских ратова 1913. године, у склопу велике свечаности одржане на Теразијама поводом повратка српске војске из рата на месту касније саграђене Теразијске фонтане, прво је изграђен водоскок, у са кружним постаментом и системом прскалица. Пројекат за фонтану је пре Првог светског рата радио Иван Мештровић, који је израдио "неколико фрагмената" пре него што се морало стати. Београдска општина је у августу 1923. одлучила да откупи Мештровићев рад – у том тренутку није било средстава за израду целог пројекта, чак није било сигурно ни да ће се уопште изводити, јер је у генералном плану на месту фонтане био предвиђен неки споменик.
Водоскок је био само повремено активан, јер је често коришћен као постамент за говорнице или павиљоне. Током Првог светског рата, аустроугарске власти су средишни део водоскока користиле као постамент за бисту Франца Јозефа.
Након завршетка Првог светског рата, уклоњена је биста Франца Јозефа, а постамент је служио као погодно место за бројна дешавања политичка и културна окупљања, посете државника, сахране знаменитих личности (нпр краља Петра I Карађорђевића, у виду балдахина, украшеног црним барјацима, венцима и завесама, са бистом краља).
У лето 1922. године, за потребе венчања краља Александра и краљице Марије, архитекта Драгиша Брашован у склопу декорације Теразија, на месту водоскока пројектовао је велику степенасту кружну платформу, са декоративном каменом оградом, украшеном вазама и радијално постављеним фигурама осам лежећих лавова. Лавови су били направљени од "лажног гипса", тако да су оронули од времена и уклоњени јуна 1924.
Брашованова конструкција, без лавова, стајала је на Теразијама све до 1927. године, када је донета одлука да се на том месту изгради Теразијска фонтана, која је требало да у потпуности заокружи изглед Теразија, као једног привлачног трга у центру Београда, тадашњој престоници Краљевине Југославије.
Теразијска фонтана је дефинитивно завршена у новембру 1927. године, мада је први пут пуштена у рад 2. априла 1927. године. Иако аутор фонтане није познат, претпоставља се да је пројектант, током израде пројектне документације обилно користио Лежеову идејну скицу и Мештровићеве цртеже лавова.
Фонтана је радила и у време Другог светског рата, јер стицајем околности није оштећена у априлском рату 1941. године, као и у другим бомбардовањима Београда, све до његовог ослобођења 20. октобра 1944. године
Током реконструкције Теразија 1947. године (под недовољно разјашњеним околностима), по идејним пројектима архитекте Николе Добровића, Теразијска фонтана је те године срушена, под изговором да је у складу са модерним потребама за повећањем протока саобраћај, морала да се донесе одлука о уклањању урбаног садржаја са простора Теразија.

## Архитектура
Фонтана је била класичних и правилно усклађених обриса. Састојала се од два плитка концентрична базена и средишњег дела:
- Већи кружни базен — у коме су смештени остали делови грађевине, при самој ивици, имао је осам уграђених корњача од месинга,[а] које су бацале воду ка средишном делу фонтане.[13]
- Мањи базен — био је профилисаних и нешто издигнутих и виших ивица. Служио је, истовремено, као основа за горње постројење и постављање дуж његове ивице осам лављих глава, из чијих чељусти је у виду слапова истицала вода.
- Средишњи део фонтане — имао је плитку квадратну плинту, на којој је било смештено кубично постоље за базен у облику пехара. Из средишњег дела овог базена (пехара) уздизао се још један пехарасти базен мањих димензија.

Целокупно гледано фонтана је стручно била јако добро технички опремљена, са правилно постављеним системом прскалица са различито интензивираним млазницама, која су стварали маштовиту игру воде. Фонтана је радила под нормалним притиском воде, без мотора а системом постављених кружних носача вода је избацивана на велике висине. Под фонтане био је обложен мурано стаклом, што је стварало посебан визуелни ефекат.

## Рушење фонтане
Како не постоје писани документи о рушењу и уклањању фонтане, овај чин може се реконструисати само на основу записа у штампи и изјава старих Београђана, који се сећају да је:
...фонтана срушена 1947. због параде, односно, да је то било пре првомајске параде 1947. али у сваком случају због параде, „а не из неких других разлога”, да је фонтана била гомила гвожђа и није радила, у ствари, напротив, да то није истина; уосталом, „да ли су Теразије жртва параде или саобраћаја, ипак се тачно зна. Ту заиста нису потребна сећања.

Рушењем Теразијске фонтане, из главне артерије Београда, и са ширег простора Теразијског платоа, ишчезао је заувек хумани ансамбл, цветних, зелених и водених површина, како би уступио место широким коловозним и тротоарским асфалтним површинама. Тиме је: 
...читавих педесет година напора да се од Теразија начини хуманији урбанији простор, једним потезом било збрисана захваљујући једној лошој процени.